# 巴甫利夫卡 (博霍杜希夫區)
50°9′11″N 35°26′36″E / 50.15306°N 35.44333°E
巴甫利夫卡（烏克蘭語：Павлівка）是位於烏克蘭東部的村莊，由哈爾科夫州博霍杜希夫區的博霍杜希夫市鎮負責管轄。該村處於梅爾拉河畔，始建於1670年，面積3.95平方公里，海拔高度132米，2001年人口1,173。